# Saba (sanger)
 For alternative betydninger, se Saba (flertydig). (Se også artikler, som begynder med Saba)
Saba Lykke Oehlenschlæger (født 11. august 1997 i Etiopien) kendt under kunstnernavnet Saba, ofte stiliseret med store bogstaver, er en dansk sanger, skuespiller[kilde mangler], iværksætter og model.
I februar 2024 vandt hun med nummeret "Sand" Dansk Melodi Grand Prix og repræsenterede Danmark ved Eurovision Song Contest i Malmø i Sverige i maj 2024, hvor hun dog ikke kvalificerede sig til finalen, da hun i semifinale 2 alene opnåede en 12. plads med 36 point.

## Tidligt og personligt liv
Anna (født Saba) Lykke Oehlenschlæger og hendes tvillingesøster Andrea (født Sara) Lykke Oehlenschlæger blev adopteret fra Etiopien otte måneder gamle og voksede op i Ringkøbing, Jylland. Hun spillede fodbold i sin ungdom.
I 2018 blev Oehlenschlæger diagnosticeret med bipolar lidelse og var indtil 2020 indlagt flere gange, som hun forklarede i den DR-producerede dokumentar Min sindssyge tvilling fra 2020. Hun praktiserede i sine teenageår også selvskade. Hun er ambassadør for Dansk Depressionsforening.

## Diskografi

### Singler
- 2024 – "Sand"